# NGC 5315
NGC 5315 ist ein planetarischer Nebel im Sternbild Zirkel und hat eine Winkelausdehnung von 0,23' und eine scheinbare Helligkeit von 9,8 mag. 
Das Objekt wurde am 4. Mai 1883 von Ralph Copeland entdeckt.